# لانوراي (كيبك)
لانوراي (بالإنجليزية: Lanoraie, Quebec)‏ هي بلدية محلية في كيبيك تقع في كندا في D'Autray Regional County Municipality. يقدر عدد سكانها بـ 4,447 نسمة ومساحتها 115.40 كم2 .